# Tacuarembó (rijeka)
Tacuarembó (špa. Río Tacuarembó) je rijeka u Urugvaju. Rijeka je duga 260 km nakon kojih se ulijeva u Río Negro. 
Među pritokama rijeke Tacuarembó je i rijeka Caraguatá.